# 1911–1912-es olasz labdarúgó-bajnokság (első osztály)
A Prima Categoria 1911-12-es szezonja volt a bajnokság tizenötödik szezonja. A győztes a Pro Vercelli lett. Ez volt a klub negyedik bajnoki címe.

## Előselejtező
| 1. csapat | Össz. | 2. csapat              | 1. mérk. | 2. mérk. |
| --------- | ----- | ---------------------- | -------- | -------- |
| Casale    | 2-1   | Racing Libertas Milano | 1-1      | 1-0      |

## Selejtezők

### Piemont-Lombardia-Liguria
| #   | Csapat         | M  | Gy | D | V  | RG | KG | GK  | P  | Megjegyzés   |
| --- | -------------- | -- | -- | - | -- | -- | -- | --- | -- | ------------ |
| 1.  | Pro Vercelli   | 18 | 15 | 2 | 1  | 50 | 12 | +38 | 32 | Továbbjutott |
| 2.  | Milan          | 18 | 14 | 3 | 1  | 60 | 10 | +50 | 31 |              |
| 3.  | Genoa          | 18 | 10 | 4 | 4  | 35 | 21 | +14 | 24 |              |
| 4.  | Internazionale | 18 | 10 | 1 | 7  | 42 | 22 | +20 | 21 |              |
| 4.  | Torino         | 18 | 10 | 1 | 7  | 31 | 31 | 0   | 21 |              |
| 6.  | Casale         | 18 | 6  | 3 | 9  | 19 | 26 | -7  | 15 |              |
| 6.  | Andrea Doria   | 18 | 7  | 1 | 10 | 24 | 37 | -13 | 15 |              |
| 8.  | Juventus       | 18 | 3  | 3 | 12 | 22 | 47 | -25 | 9  |              |
| 9.  | US Milanese    | 18 | 3  | 2 | 13 | 18 | 52 | -34 | 8  |              |
| 10. | Piemonte       | 18 | 1  | 2 | 15 | 16 | 59 | -43 | 4  |              |

### Veneto-Emilia-Romagna
| #  | Csapat        | M | Gy | D | V | RG | KG | GK | P | Megjegyzés   |
| -- | ------------- | - | -- | - | - | -- | -- | -- | - | ------------ |
| 1. | Venezia       | 6 | 3  | 1 | 2 | 8  | 12 | -4 | 7 | Továbbjutott |
| 2. | Vicenza       | 6 | 3  | 0 | 3 | 10 | 7  | +3 | 6 |              |
| 2. | Hellas Verona | 6 | 2  | 2 | 2 | 9  | 9  | 0  | 6 |              |
| 4. | Bologna       | 6 | 2  | 1 | 3 | 10 | 9  | -1 | 5 |              |

## Döntő
| 1. csapat | Össz. | 2. csapat    | 1. mérk. | 2. mérk. |
| --------- | ----- | ------------ | -------- | -------- |
| Venezia   | 0-13  | Pro Vercelli | 0-6      | 0-7      |